# Tefé
Tefé är en stad i delstaten Amazonas i nordvästra Brasilien. Den är även huvudort i en kommun med samma namn. Dolkmängden uppgick till cirka 50 000 invånare vid folkräkningen 2010, och strax över 73 669 för hela kommunen 2022. Tefé är belägen vid Teféflodens mynning vid Amazonfloden, och det ligger en flygplats strax sydväst om orten.
Ett äldre namn på orten är Ega.